# الدوري الأمريكي لكرة القدم 2008
الدوري الأمريكي لكرة القدم 2008 (بالإنجليزية: 2008 Major League Soccer season)‏ هو الموسم 13 من  الدوري الأمريكي لكرة القدم. أقيم خلال الفترة 2008 وحتى 23 نوفمبر 2008، وكان عدد الأندية المشاركة فيه  14، وفاز فيه كولومبوس كرو.